# Долинськ
До́линськ (у 1884—1905 роках — Галкіно-Враське; у 1905—1946 роках — Отіай) — місто в Сахалінській області, Російської Федерації, адміністративний центр Долинського міського округу. Розташоване на східному побережжі острова Сахаліну в Сусунайській долині у місці злиття трьох річок — Долинки, Великий Такой і Найби.

## Історія
У 1867 році на місці нинішнього міста був військовий пост Найбучі — в гирлі річки Найби, біля двох айнських сіл Сіанчі (інколи називається Сіянці) та Отакоє (зараз називається Такоє). 1884 року на цьому місці було засноване село Галкіно-Враське (поселення отримало назву за прізвищем начальника Головного тюремного управління Михайла Галкіна-Враського. У 1890 році його відвідав і описав Антон Чехов. Тоді воно входило до складу Корсаківського округу. 1904 року селище Сіанчі розташовувалося на лівому березі річки Найби, за дві версти від заснованого в 1884 села Галкіного-Враського. Сьогоднішнє місто розташоване на місці, де колись розташовувалося селище Сіанчі.
За даними Першого всеросійського перепису населення, в 1897 році тут вже мешкало 115 чоловік. У селищі було 53 господарства, у яких нараховувалося 115 різних будівель. Сільськогосподарські угіддя включали 18 десятин присадибної землі і 62 десятини ріллі.

### Японський період
У період з 1905 по 1945 рік місто входило до складу Японії (префектура Карафуто) і до 1946 називалося Отіай. Назва швидше за все походить від японського оті «долина, лощина», що, мабуть, пов'язано з його розташуванням у долині річки Сусунай (айнське nai — «річка, долина»).
У 1911 році з Тойохара на північ була прокладена залізниця, яка проходила через Отіай. У 1915 році в селі мешкало 250 чоловік, а після побудови паперової фабрики чисельність населення різко зросла і становила кілька тисяч чоловік. З 1922 року Отіай став волосним центром повіту Тоєхара. Продовжилось будівництво залізниці на північ до затоки Терпіння, прокладалися шосейні дороги. Розвивалися вугільна, паперова, лісова, деревообробна промисловість, сільське господарство. Чисельність населення в 1927 році становила 10 639 чоловік.

### Радянський період
З 1945 року в складі Радянського Союзу. Після відчуження південного Сахаліну та Курильських островів до складу СРСР у місті та районі залишилося кілька напівзруйнованих шкіл і лікарень, зовсім не було дитячих закладів, а також установ культури. До середини 1950-х років в місті і районі було побудовано і переобладнано чотири семирічні та чотири початкові школи. У 1957 році на утримання шкіл з бюджету було виділено 13 мільйонів карбованців.
З кожним роком збільшувався загальний обсяг міського бюджету, в 1957 році він становив близько 40 мільйонів карбованців. Активно розвивалося житлове будівництво. Так в 1957 році на будівництво житлових будинків було витрачено 3,9 мільйона карбованців, крім того, у районі десятки індивідуальних забудовників за допомогою державної позики збудували приватні будинки. У 1956 році став до ладу молочний завод, майже всі виробничі процеси на заводі були механізовані. Було освоєно виробництво широкого асортименту молочної продукції, у тому числі випуск вершків, сметани і сиру, кефіру, кислого молока, сирків і морозива. До 1957 радіофіковано п'ять населених пунктів району, в 1956 було зареєстровано 3 330 радіоточок, 2 100 приймачів. Регулярно оновлювався і поповнювався парк автобусів Долинського автогосподарства. Кількість рейсів між містом та обласним центром, а також населеними пунктами району постійно збільшувався.
В архітектурі міста була відсутня ґрунтовність і це вплинуло на поведінку острів'ян та міграційну ситуацію на Сахаліні. Багато хто приїжджав заробити — і повертався на материк. Коли заробітки тут стали проблематичними, населення почало зменшуватися: за 1989—2009 роки чисельність населення міста скоротилася майже на 4,5 тисяч чоловік (-28,4 %).

### У складі Російської Федерації
В 1991 році в місті було засновано Долинську асоціацію українців, у 1994—1996 діяла українська недільна школа, протягом 1994—1997 років виходила на міській радіомережі українська радіопередача «Рідне слово».
25 січня 2006 року прийнято Статут муніципального утворення, за яким Долинський район став називатися міський округ «Долинський».

## Демографія
| 1925    | 1935    | 1959    | 1967    | 1970    | 1979    | 1989    |
| ------- | ------- | ------- | ------- | ------- | ------- | ------- |
| 5956    | ▲11 269 | ▲14 802 | ▲15 000 | ▼13 744 | ▲14 776 | ▲15 653 |
| 1992    | 1996    | 1998    | 2000    | 2001    | 2002    | 2003    |
| ▲15 900 | ▼15 000 | ▼14 500 | ▼14 000 | ▼13 800 | ▼12 555 | ▲12 600 |
| 2005    | 2006    | 2007    | 2008    | 2009    | 2010    | 2011    |
| ▼12 000 | ▼11 700 | ▼11 600 | ▬11 600 | ▼11 517 | ▲12 200 | ▼12 166 |
| 2012    | 2013    | 2014    | 2015    | 2016    | 2017    | 2018    |
| ▼12 049 | ▼11 885 | ▼11 814 | ▼11 730 | ▲11 751 | ▼11 708 | ▲11 765 |
| 2019    |         |         |         |         |         |         |
| ▼11 685 |         |         |         |         |         |         |

## Економіка
В місті працюють целюлозо-паперовий та механічний заводи, лісгосп, заказники «Ізюбровий» і «Лосось» площею по 40 тисяч га кожен, підприємства рибної і будівельної промисловості, ВАТ «Долинський хлібокомбінат».

### Транспорт
В місті є залізнична станція Долинськ Сахалінської залізниці. Прохідні потяги зв'язують місто з Южно-Сахалінськом, Ногликами, Томарі, Корсаковим, Биковим, Тимовским.
Міжміським автобусним сполученням місто зв'язане з Южно-Сахалінськом. Також є автобусне сполучення у межах міського округу. Автобусними перевезеннями у місті займаються ВАТ «Долинське АТП» і ТОВ «Долинське ПАТП 1»

### Туризм
В місті є готель «Ювілейний». Також у одному з гуртожитків кілька кімнат переобладнано під готель.

## Освіта
У місті два професійні училища, 12 загальноосвітніх шкіл, 3 музичні та художня школи.

## Культура
У місті працює районний будинок культури, три будинки творчості, станція юних техніків, виходить міська газета Долинська правда.

### Бібліотеки
В Долинську централізовану бібліотечну систему входять 10 бібліотек: центральна районна, центральна дитяча, 8 бібліотек-філій. Заснована система у 1979 році. Книжковий фонд 238,7 тисяч примірників.
- Долинська центральна районна бібліотека заснована у 1947 році і має на балансі 80,2 тисячі примірників.
- Центральна дитяча бібліотека заснована у 1952 році і має на балансі 22,7 тисячі примірників.

### Інше
У місті постійно проводяться різноманітні фестивалі, конкурси тощо.
- Щорічна акція «Діти міста — лауреати року»;
- Фестиваль фольклорної та народної музики «Масляна»;
- Фестиваль популярної музики естрадної творчості;
- Фестиваль сімейних талантів «Погода в домі»
- Міський фестиваль сімейного дозвілля «Зробимо свято своїми руками»;
- Фестиваль «Патріот Росії»;
- Фестиваль «Співдружність»;
- Виставки: «Чехов і XXI століття», «Сахалін — острів скарбів», «Вони кували Перемогу», «Наше місто» та ін

## Спорт
У місті є кілька спортивних залів, лижна база, міський стадіон, хокейний корт.

## Уродженці
- Пасинок Валентина Григорівна (нар. 1949) — український педагог, науковець.
- Петрик Лариса Леонідівна (нар. 1949) — радянська гімнастка, чемпіонка світу.